# Rachoviscus crassiceps
Rachoviscus crassiceps är en fiskart som beskrevs av Myers 1926. Rachoviscus crassiceps ingår i släktet Rachoviscus och familjen Characidae. Inga underarter finns listade i Catalogue of Life.
Arten förekommer i delstaterna Paraná och norra Santa Catarina i södra Brasilien.